# 岩手県住宅供給公社
岩手県住宅供給公社（いわてけんじゅうたくきょうきゅうこうしゃ）は、かつて岩手県に存在した地方住宅供給公社である。

## 概要
1956年財団法人岩手県住宅協会として設立。1966年、地方住宅供給公社法に基づき岩手県及び12市の出資により岩手県住宅供給公社に組織変更。
分譲住宅事業及び宅地分譲事業等を行ってきたが、民間住宅や住宅ローン制度が充実したことにより公社の存在意義が薄れ、2009年3月31日をもって解散した。

## 沿革
- 1956年 - 財団法人岩手県住宅協会として発足。
- 1966年1月20日 - 地方住宅供給公社法に基づき、「岩手県住宅供給公社」に組織変更。
- 2009年3月31日 - 解散。
- 2010年3月18日 - 清算結了。

## 主な宅地
- 松園ニュータウン（盛岡市、1969年から1980年にかけて）
- パークヒル向山 （奥州市）